# Das Fest des Ziegenbocks
Das Fest des Ziegenbocks (spanischer Originaltitel: La fiesta del chivo) ist ein 2000 erschienener Roman des peruanischen Literatur-Nobelpreisträgers Mario Vargas Llosa. Das Werk erschien 2001 im Suhrkamp Verlag in einer Übersetzung von Elke Wehr und bekam meist positive Kritiken.

## Inhalt
Das Werk kreist um die Gestalt des dominikanischen Diktators Rafael Leónidas Trujillo, auch „Ziegenbock“ genannt, der 1961 nach 31 Jahren autoritärer Herrschaft bei einem Attentat erschossen wurde.
Der Roman ist in drei Handlungsstränge unterteilt, welche sich miteinander verflechten und das Regime Trujillos aus verschiedenen Perspektiven beleuchten: aus der Sicht des Opfers Urania Cabral, aus der Sicht des grausamen Diktators und aus der Sicht seiner Attentäter.
Die Dominikanerin Urania Cabral hat kurz vor der Ermordung Trujillos ihr Heimatland verlassen und  ist ins Exil in die USA geflohen. 35 Jahre später kehrt sie in die dominikanische Hauptstadt Santo Domingo zurück und besucht dort ihren Vater, der zum Kreis der engsten Vertrauten Trujillos gehört hat. Ihre Erinnerungen führen zurück in die Jahre der gewalttätigen und korrupten Diktatur, in das Jahr 1961, als sich das Attentat auf Trujillo und die grausame Folterung der festgenommenen Verschwörer ereigneten.
Die Schicksale der im Roman beschriebenen Personen bieten tiefe Einblicke in die physischen und psychologischen Bedingungen eines diktatorischen Regimes und ihre Folgen. Vargas Llosas Diktatorenroman hat einen authentischen historischen Hintergrund, wobei er zugunsten einer überzeugenderen Geschichte fiktive Elemente mit einbaute.

## Verfilmung
Das Fest des Ziegenbocks wurde 2005 verfilmt. Regie führte der Cousin des Schriftstellers Luis Llosa.